# Эль-Хазне, Петра (картина)
«Эль-Хазне́, Пе́тра» (англ. El Khasné, Petra) — одна из самых знаменитых картин, посвящённых видам Старого Света, американского художника романтизма Фредерика Эдвина Чёрча (Frederic Edwin Church), написанное им в 1874 году. В настоящий момент картина хранится в доме-музее художника «Олана» в штате Нью-Йорк.

## История создания произведения
За 12 месяцев путешествия по Старому Свету наиболее сильное впечатление на Фредерика Чёрча произвело паломничество по Ближнему Востоку, а в особенности посещение древнего города Петра. Для американского художника, который был ярым приверженцем протестантской церкви, древний город олицетворял собой библейскую историю Идумеи. Находясь непосредственно в Петре Фредерик Чёрч вёл дневник, записывая в него свои яркие впечатления от путешествия и уникальный религиозный опыт, который он приобрёл. Одно из таких описаний и легло в основу картины Чёрча «Эль-Хазне́, Петра» 1874 года, где он описывает свою первую встречу с древним храмом «Эль-Хазне»: 
Пейзаж становился все чуднее и чуднее, и теперь мы были окружены стенами величественных обрывов, образовывавшими узкий путь. Мы следовали этой извилистой дорогой до тех пор, пока перед нашим взглядом не предстал столь известный Эль-Хазне. Этот чудесный храм, чей вид частично перекрывался громадным обрывом, цвет которого был черным с некоторым оливковым оттенком, за исключением тех мест, где он относительно недавно был поврежден. Серые цвета различных оттенков и удивительно теплых тонов накладывались друг на друга слоями. Скала, как видно с первого взгляда, полна прекрасного красновато-сомонового цвета – который некоторые путешественники ошибочно называют розовым. Храм имеет светлый оттенок, в высшей степени утонченный, учитывая его громадные размеры. Присутствуют, конечно же, различные вариации, включая прекрасный гвоздичный оттенок и серо-голубые кирпичи, проступающие группами в нескольких местах. Совокупным эффектом для неподготовленного глаза становится равномерный окрас храма. Так чудесно видеть столь восхитительный и светлый цвет, полыхающий сквозь черные своды устрашающих скал, и эффект усиливается после того, как замечаешь, что храм богат скульптурным орнаментом, который сияет так, будто бы обладает собственным внутренним светом. Некоторые скульптуры смотрятся столь резкими, что кажется, будто бы они едва закончены. Главная арка также прекрасна и очень богато украшена. В орнаменте на краях я заметил гроздья винограда и граната с соответствующей листвой. По углам были высечены орлы, а также еще какие-то животные, вероятно, львы. Мы последовали по Сику – узкой трещине, или расщелине, – выходящему прямо к Эль-Хазне – Он был настолько узким, что мы едва могли пройти по нему, не замочив ноги в маленьком ручье, протекавшим по каменному дну… Я сделал несколько быстрых зарисовок в этих окрестностях, в том числе одну маслом, на которой изображена часть Эль-Хазне» 

## Описание
Данная картина сильно выбивается из всего творчества американского художника за счёт очень необычной «закрытой» композиции, выстроенной в вертикальном формате, образующей своеобразный очень контрастный тёмный занавес из каменистого ущелья по обе стороны картины. При этом, несмотря на то, что бо́льшая часть картины находится во мраке, она является одной из самых живописных станковых работ с изображением пейзажей Ближнего Востока в творчестве американского художника. Яркие краски, описанные Чёрчем в дневнике, играют на поверхности центральной части данного произведения – присутствует и сложный сомоновый цвет скалы́, и серо-голубые оттенки, проступающие местами, и различные серые оттенки с примесью розоватого цвета – «цвета гвоздики». В целом, за счёт художественного подхода Чёрча, центральная часть картины создаёт у зрителя впечатление, будто храм в центральной части картины сам излучает свет — это придаёт работе особое «мистическое» настроение.
Также стоит выделить свойственную для художника тщательную проработку деталей на холсте, которая нашла своё отражение в изображении архитектурных элементов храма.

## Другие изображения Петры в творчестве Фредерика Чёрча

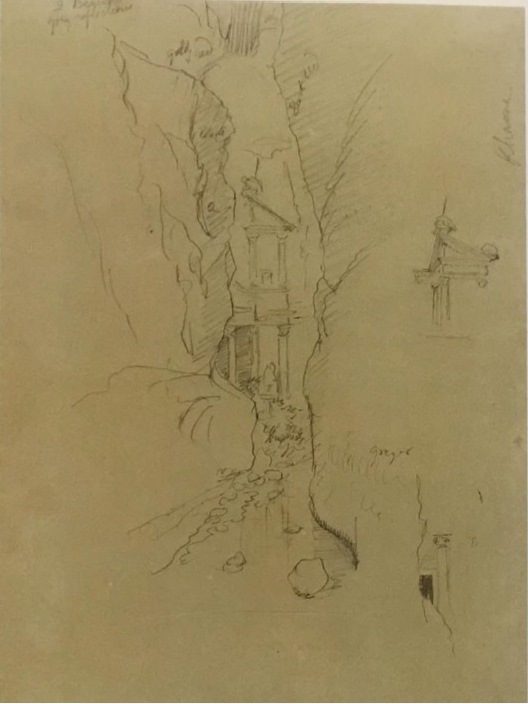
Эскиз Эль-Хазне. 1868 г. Бумага, графит. 37,8х27,6 см. Национальный Музей Дизайна Купера-Хэвита, Нью-Йорк
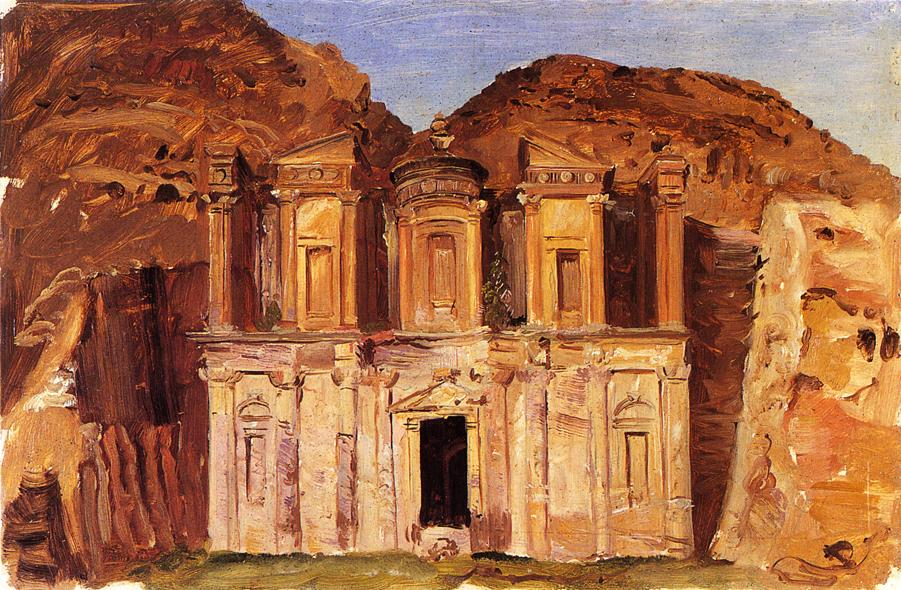
Ад-Дэйр. 1868 г. Бумага, масло. 32.7х51.12 см. Национальный Музей Дизайна Купера-Хэвита, Нью-Йорк